# Ораниенбург (концентрационный лагерь)
Ораниенбург (нем. Oranienburg) — один из первых концлагерей, организованный нацистами после захвата власти в Германии в 1933 году. В нём содержали политических противников нацистов, арестованных в берлинском регионе — в основном коммунистов и социал-демократов.
Лагерь был организован 21 марта 1933 года в центре Ораниенбурга в здании бывшей фабрики, захваченной штурмовыми отрядами. В этот день в лагерь доставили первые 40 заключённых — местных коммунистов. Заключённых помещали в лагерь без каких-либо судебных решений — просто по указанию полиции.
Изначально в лагере не было даже нар, заключённые спали на соломе. Затем, когда солома начала гнить от сырости, в лагере построили нары. Прохожие могли наблюдать, что происходит на территории лагеря. Заключённых проводили по городу маршем на выполнение работ, по указанию местных властей.
Лагерь перешёл в подчинение СС в июле 1934 года, после разгрома штурмовых отрядов (ночи длинных ножей). 13 июля 1934 года лагерь закрыли, а через некоторое время летом 1936 года вместо него в Ораниенбурге был организован концлагерь Заксенхаузен. Лагерь Ораниенбург, в отличие от построенного позже концлагеря Заксенхаузен, находился в самом центре города на главной дороге в сторону Берлина и местные жители и путешественники могли видеть происходящее там. На момент закрытия в лагере было 3000 узников, 16 из которых умерли или были убиты.

## Известные заключенные и жертвы
- Эрих Мюзам
- Сергей Третьяков